# پل دیم
پل دیم (انگلیسی: Paul Deem؛ زادهٔ ۱۶ اوت ۱۹۵۷) دوچرخه‌سوار اهل ایالات متحده آمریکا است. وی در بازی‌های المپیک تابستانی ۱۹۷۶ شرکت کرده است.